# Festes d'Estiu
Les festes d'estiu estarien formades per totes aquelles festes que se celebren durant aquesta estació de l'any.

## La festa i l'estiu
Una festa és una celebració d'identitats, és a dir, del fet d'estar, viure, treballar, sentir i creure junts; és un temps i un espai de celebració d'esdeveniments i de congregació de persones i grups amb vista a manifestar la identitat compartida. És a dir, els que participen en una festa comparteixen moltes coses en comú: un territori (veïns), un treball, una professió, la família (batejos, casaments, aniversaris), uns sentiments o unes creences (festes religioses).
Durant la festa, el temps i l'espai són sagrats, separats, temps i espais de la comunitat, d'integració. A la festa, renovem la nostra pertinença, reconstruïm la nostra identitat, reformulem la nostra imatge, de forma cíclica, repetitiva i col·lectiva.
En un primer moment la festa era una reproducció simbòlica del cicle cosmològic, un acompanyament del cicle de la planta. A l'hivern, quan la planta està sota terra i el sol decreix, les festes es caracteritzen per ser les de l'hàbitat humà (domèstic i comunitari). El solstici d'hivern marca l'inici de les mascarades carnavalesques que acompanyen el despertar de la natura.
Els solsticis són els moments de l'any en què el sol aconsegueix la seva major o menor alçada aparent en el cel, i la durada del dia o de la nit són les màximes de l'any, respectivament, pel que fa a l'equador terrestre.
En el solstici d'estiu de l'hemisferi nord el sol arriba al zenit al migdia sobre el Tròpic de Càncer i en el solstici d'hivern arriba al zenit al migdia sobre el Tròpic de Capricorn. Ocorre dues vegades per any: el 20 o 21 de juny i el 21 o 22 de desembre de cada any.
En el solstici d'estiu de l'hemisferi Sud el sol aconsegueix el zenit al migdia sobre el Tròpic de Capricorn i en el solstici d'hivern arriba al zenit al migdia sobre el Tròpic de Càncer. Ocorre dues vegades per any: el 20 o 21 de desembre i el 21 o 22 de juny de cada any.

### Les festes d l'estiu
Al llarg de l'any la posició del Sol vista des de la Terra es mou cap al Nord i el Sud. L'existència dels solsticis està provocada per la inclinació de l'eix de la Terra sobre el pla de la seva òrbita. En els dies de solstici, la longitud del dia i la latitud del Sol al migdia són màximes (en el solstici d'estiu) i mínimes (en el solstici d'hivern) comparades amb qualsevol altre dia de l'any.
Així, a l'estiu, identificat amb les idees de lluminositat, alegria, calor i fertilitat, la festa és s'identifica amb la celebració de la collita. Són festes d'acció de gràcies, romeries d'agraïment pels fruits recollits. El sol és l'astre per excel·lència que acompanya i regeix la benedicció dels camps.
Les festes per celebrar aquests solsticis són nombroses i s'estenen a l'ample i llarg de tot el planeta, ia més tenen un origen molt primitiu, tot i les ransformaciones que han anat patint amb l'esdevenir de la història de la humanitat. Així, podem destacar que a l'hemisferi sud trobem a l'Inti Raymi o Festa del Sol; cerimònia religiosa de l'Imperi Inca en honor del déu sol Inti. A més era la festa que marcava el solstici d'hivern i un nou any als Andes de l'hemisferi sud. La cerimònia era realitzada per sacerdots inques. Com a testimoni d'aquests ritus podem veure com a Machu Picchu, hi ha una gran columna de pedra anomenada Inti Huatana, que significa 'picota del sol' o, literalment, 'per lligar al sol'. Cap a 1572, l'Església Catòlica va aconseguir suprimir totes les festes i cerimònies Inti. Des de 1944 una representació teatral de l'Inti Raymi es porta a terme en Sacsayhuamán el 24 de juny de cada any, per rememorar la festa i el ritual que la acompanyava.
Estes festes assentades sobre el complex festiu de les religions grecoromanes i orientals, al seu torn basades en el primitiu culte dels fenòmens de la natura, foren cristianitzades al convertit-se aquesta religió en religió imperial a partir de Constantí.
Es tracta de festes de collita, les anomenades Festes Majors o Festa Grossa. Després de les collites, l'home del camp sent la necessitat d'agrair a les deïtats els béns obtinguts. Aquesta és la raó per la qual la majoria de les Festes Majors, que poden ser considerades les hereves naturals de les celebracions agrícoles de les primeres civilitzacions, es produeixen durant l'estiu i quan la collita havia sigut molt bona és quan es parlava de Festa Grossa.
Com que les collites depenen de les espècies cultivades, hi ha diferents dates de celebrar el mateix motiu. Així, la collita dels arbres fruiters primerencs pot considerar-se com l'acompliment i el triomf de la primavera i fou cristianitzat per l'església en la festa inventada del Corpus Christi.
Des d'aquest moment fins a la celebració de Sant Miquel Arcàngel, al final de l'estiu, tenen lloc les collites dels cereals (al principi de l'estiu), del raïm i de l'arr`pos (al final de l'estiu). Cada poble, segons la seua agricultura té una festa que s'acobla a la forma pròpia de ritual, veneració i treball de cada zona. Malgrat aquest fet, cal tindre en compte que existeix una repetició de patronatges i veneracions gremials que donen lloc a una mena de calendari estival prou clar.
Començaria amb la celebració del solsticial de Sant Joan Baptista, el 24 de juny. En l'actualitat, la festa del solosticio d'estiu la representa la coneguda com a Nit de Sant Joan, festivitat d'origen molt antic que sol anar lligada a encendre fogueres o focs; actualment està molt relacionat amb les celebracions en què es festejava l'arribada del solstici d'estiu a l'hemisferi nord, el ritu principal consisteix en encendre una foguera. La finalitat d'aquest ritu era "donar més força al sol", que a partir d'aquests dies, anava fent-se més "feble", ja que els dies es van fent més curts fins al solstici d'hivern. Així, el foc per a tenir, simbòlicament, una funció "purificadora" en les persones que ho contemplaven. Se celebra a molts punts d'Europa, encara que està especialment arrelada a Espanya, Portugal, a les Illes Britàniques i als Països nòrdics.
Per a la gent de mar, la festa comença amb la celebració de Sant Pere, el 29 de juny i acaba amb la festa de la Mare de Déu del Carme, el 16 de juliol. Vindrien ara les festes relacionades amb els patrons dels camps, que a cada zona són uns diferents. Festa del Salvador i de les Santes Creus, cap el 6 d'agost centrades en la figura de Crist. Celebració de Sant Llorenç, el 10 d'agost. La festa de l'Assumpció de la Mare de Déu, el 15 d'agost i aldia següent celebració de Sant Roc. Celebració de Sant Betomeu, el 24 d'agost. Festes de les Marededéus Trobades, el 8 de setembre o naixement de la Mare de Déu. Festes de Sant Miquel, que tècnicament és una festa de la tardor.

## Festes d'estiu a Catalunya
Hi ha una gran diversitat de festes durant l'estiu a Catalunya, podem classificar-les per mesos:

### Festes a juny
- Festes tradicionals d'interés nacional: Festa de les Falles d'Isil.[5]
- Festa de l'Haro de Les, per Sant Pere.[5]
- Festa Major de Reus, per Sant Pere.[5]

### Festes a juliol
- Diada dels Raiers a la Pobla de Segur, el primer cap de setmana de juliol.[5]
- Festes Majors de Sant Carles de la Ràpita, al voltant del 25 de juliol.[5]

### Festes a agost
- Festes tradicionals d'interés nacional: Festa Major de la Gràcia a Barcelona, Festa Major de Sant Bartomeu a Sitges; La Dansa i El Ball del Ciri a Castellterçol; Festa Major de Sant Fèlix de Vilafranca del Penedès.[5]
- Misteri de la Madona Sancta Maria de la Selva del Camp, la nit del 14 i el 15 d'agost.[5]
- Festa d'en Toca-sons a Taradell, el 25 d'agost.[5]

### Festes a setembre
- Festes tradicionals d'interés nacional: Festes de la Mare de Déu del Tura d'Olot; Festes de Santa Tecla de Tarragona.[5]
- Terra de trobadors a Castelló d'Empúries, pels volts del segon cap de setmana de setembre.[5]
- Festa del Sagrat Cor de Solivella, la nit del 8 de setembre.[5]

## Festes d'estiu al País Valencià
El calendari estival de festes al País Valencià no es diferenciaria massa de l'esmentat al punt anterior, només presentaria les varietats pròpies de la zona. Tenim així el següent calendari amb les següents festes catalogades com d'interés a diversos nivells:
- Celebració del solsticial de Sant Joan Baptista, el 24 de juny.[4] Destacant les Fogueres de Sant Joan d'Alacant i la plantà de l'Arbret a Altea, entre altres festes.[6]
- Els pobles mariners comencen la festa amb la celebració de Sant Pere, el 29 de juny i acaba amb la festa de la Mare de Déu del Carme, el 16 de juliol.[4]
- Mare de Déu del Perpetu Socors, el 27 de juny, molt celebrada a Benifaió, Beniarjó, Almoradí, Dolores, Guardamar del Segura i Almoines.[6]
- Festes dels patrons del campm valencià: Abdó i Senén, que en Sueca se'ls coneix com a Benissants (30 de juliol).[4]
- A les terres valencianes hi ha una gran tradició de celebrar la Assumpció de la Mare de Déu, cosa que està lligada a l'origen de la nostra societat, ja que el mateix Jaume I celebrava aquesta festa de la asumpció.[4]
- Festa del Salvador i de les Santes Creus, cap el 6 d'agost centrades en la figura de Crist, amb un gran predicament a les nostres terres.[4] Podem destacar el Crist de la Sang, celebrat l'1 de juliol.[6]
- Bous a la mar en Dénia, la primer setmana de juliol.[6]
- Sant Cristòfol, patró dels conductors, 10 de juliol.[6]
- Festa de l'Ángel Custodi, 12 de juliol, amb festes a Sogorb, a la Mata de Morella (festa dels joves), a Sot de Ferrer o la Vall d'Uixó.[6]
- Celebració de Sant Llorenç, el 10 d'agost.[4]
- L'endemà de la Mare de Déu d'Agost se celebra Sant Roc.[4]
- Celebració de Sant Bertomeu, el 24 d'agost.[4]
- Festes de les Marededéus Trobades, el 8 de setembre o naixement de la Mare de Déu.[4]
- Festes de Sant Miquel, que tècnicament és una festa de la tardor.[4]

També hem de parlar de les festes de recollida no patronals, com ara la Festa del Cúgol d'Ontinyent; o les festes que sorgiren de l'evolució de una fira comercial, com són les festes de la Cirera de Serra, de la Vall de la Gallinera, de la Salzadella, Festa de l'Orxata d'Alboraia.
Una altra festa de recollida, típica de festa grossa és la Tomatina de Bunyol, al mes d'agost (festa que se celebren en honor de Sant Lluís Bertran, i que incluen molts més actes a banda del llancament indiscrimint de tomaques entre els participants a la tomatina); la de l'arròs a Sueca, a principis de setembre i la de la Vendimia de Requena, també a principis de setembre.
Al País Valencià són típiques també, i no sols de l'estiu, les festes de Moros i Cristians, denominació que agrupa una sèrie de diverses manifestacions tant rituals com recreatives i festives, molt estese a tota la geografia comunitaria, amb el ount comú de la confrontació simbólica de moro-cristiana. Aquestes festes venen duent-se a terme en molt casos des del segle xviii (Benilloba, 1747; la Vila Joiosa, 1751; Elx, 1754; entre altres exemples).
També hi ha festes que rememoren fets històrics, com ara el Dsefile del Oriol a Oriola, que rememora la conquesta de la ciutat.
També hi ha fires de diferents orígens i amb diversos kotius de celebració, com a ra la Fira de juliol de València, o la d'Agost de Xàtiva.

### Festes d'interès turístic internacional
| Nom                                            | Data                       | Localització                                                        | Declaració | Identificador | Imatge |
| ---------------------------------------------- | -------------------------- | ------------------------------------------------------------------- | ---------- | ------------- | --- |
| Fogueres de Sant Joan                          | Del 20 al 24 de juny       | Alacant 38° 20′ 43″ N, 0° 28′ 59″ O / 38.345278°N,0.483056°O        | 1983       | Q1236370      | Fogueres de Sant Joan · Vegeu més fotos d'aquest monument · Carregueu una nova foto d'aquest monument     |
| Certamen Internacional d'Havaneres i Polifonia | Del 22 al 30 de juliol     | Torrevella 37° 58′ 40″ N, 0° 41′ 00″ O / 37.977778°N,0.683333°O     | 1994       | Q5763483      | Certamen Internacional d'Havaneres i Polifonia · Carregueu una nova foto d'aquest monument                |
| Moros i Cristians                              | Del 24 al 31 de juliol     | La Vila Joiosa 38° 30′ 19″ N, 0° 13′ 58″ O / 38.505278°N,0.232778°O | 2003       | Q16609048     | Moros i Cristians · Vegeu més fotos d'aquest monument · Carregueu una nova foto d'aquest monument         |
| El Misteri d'Elx                               | 14 i 15 d'agost            | Elx 38° 16′ 01″ N, 0° 41′ 54″ O / 38.266944°N,0.698333°O            | 1965       | Q2115110      | El Misteri d'Elx · Vegeu més fotos d'aquest monument · Carregueu una nova foto d'aquest monument          |
| La Tomatina                                    | Darrer dimecres d'agost    | Bunyol 39° 25′ 10″ N, 0° 47′ 26″ O / 39.419444°N,0.790556°O         | 2002       | Q827695       | La Tomatina · Vegeu més fotos d'aquest monument · Carregueu una nova foto d'aquest monument               |
| Entrada de bous i cavalls                      | Segona setmana de setembre | Sogorb 39° 51′ 07″ N, 0° 29′ 22″ O / 39.851944°N,0.489444°O         | 2005       | Q3397662      | Entrada de bous i cavalls · Vegeu més fotos d'aquest monument · Carregueu una nova foto d'aquest monument |

### Festes d'interés turístic nacional
| Nom                                                    | Data                                                | Localització                                                   | Declaració | Identificador | Imatge |
| ------------------------------------------------------ | --------------------------------------------------- | -------------------------------------------------------------- | ---------- | ------------- | --- |
| Els Bous a la Mar                                      | Segona setmana de juliol                            | Dénia 38° 50′ 25″ N, 0° 06′ 31″ E / 38.840278°N,0.108611°E     | 1993       | Q895266       | Els Bous a la Mar · Vegeu més fotos d'aquest monument · Carregueu una nova foto d'aquest monument                                      |
| Escacs Vivents                                         | Darrer dissabte de juliol                           | Xàbia 38° 47′ 21″ N, 0° 09′ 47″ E / 38.789167°N,0.163056°E     | 2002       | Q23650270     | Carregueu una nova foto d'aquest monument                                                                                              |
| Fira d'Agost                                           | Agost                                               | Xàtiva 38° 59′ 19″ N, 0° 31′ 09″ O / 38.988611°N,0.519167°O    | 2001       | Q23650272     | Fira d'Agost · Vegeu més fotos d'aquest monument · Carregueu una nova foto d'aquest monument                                           |
| Anunci i el Sexenni                                    | Tercer diumenge d'agost, cada sis anys              | Morella 40° 37′ 09″ N, 0° 06′ 02″ O / 40.619167°N,0.100556°O   | 2012       | Q9076605      | Anunci i el Sexenni · Vegeu més fotos d'aquest monument · Carregueu una nova foto d'aquest monument                                    |
| Festes de Moros i Cristians                            | Cap de setmana següent al darrer dijous d'agost     | Ontinyent 38° 49′ 20″ N, 0° 36′ 26″ O / 38.822222°N,0.607222°O | 2010       | Q23650273     | Festes de Moros i Cristians · Vegeu més fotos d'aquest monument · Carregueu una nova foto d'aquest monument                            |
| Festes Patronals                                       | Primera setmana després del darrer dissabte d'agost | Sogorb 39° 51′ 07″ N, 0° 29′ 22″ O / 39.851944°N,0.489444°O    | 2006       | Q23650275     | Festes Patronals · Vegeu més fotos d'aquest monument · Carregueu una nova foto d'aquest monument                                       |
| Moros i Cristians                                      | Del 4 al 9 de setembre                              | Villena 38° 38′ 06″ N, 0° 51′ 57″ O / 38.635°N,0.865833°O      | 2015       | Q9035210      | Moros i Cristians · Vegeu més fotos d'aquest monument · Carregueu una nova foto d'aquest monument                                      |
| Festes patronals en honor de la Mare de Déu d'Ermitana | 8 de setembre                                       | Peníscola 40° 20′ 58″ N, 0° 21′ 40″ E / 40.349444°N,0.361111°E | 1997       | Q23615758     | Festes patronals en honor de la Mare de Déu d'Ermitana · Vegeu més fotos d'aquest monument · Carregueu una nova foto d'aquest monument |

### Festes d'interés turístic
Altres festes que van ser declarades d'interés turístic abans de la publicació de l'Ordre del 2006 per la que es regula la declaració de festes d'interés turístic nacional i internacional.
| Nom                                                          | Data                                               | Localització                                                             | Declaració | Identificador | Imatge |
| ------------------------------------------------------------ | -------------------------------------------------- | ------------------------------------------------------------------------ | ---------- | ------------- | --- |
| Moros i Cristians en honor de Sant Hipòlit                   | Segon cap de setmana d'agost                       | Cocentaina 38° 44′ 42″ N, 0° 26′ 26″ O / 38.745°N,0.440556°O             | 1985       | Q23653034     | Moros i Cristians en honor de Sant Hipòlit · Vegeu més fotos d'aquest monument · Carregueu una nova foto d'aquest monument                   |
| Danses                                                       | 15 d'agost                                         | Guadassuar 39° 11′ 00″ N, 0° 28′ 41″ O / 39.183333°N,0.478056°O          | 1985       | Q19810537     | Danses · Vegeu més fotos d'aquest monument · Carregueu una nova foto d'aquest monument                                                       |
| Fira i Festes de la Verema                                   | Darrera setmana d'agost i primera de setembre      | Requena 39° 29′ 19″ N, 1° 06′ 08″ O / 39.488611°N,1.102222°O             | 1966       | Q21003051     | Fira i Festes de la Verema · Vegeu més fotos d'aquest monument · Carregueu una nova foto d'aquest monument                                   |
| Festes de Moros i Cristians                                  | Darrer cap de setmana d'agost i primer de setembre | L'Olleria 38° 54′ 51″ N, 0° 32′ 58″ O / 38.914167°N,0.549444°O           | 1985       | Q23653037     | Carregueu una nova foto d'aquest monument |
| Festa de l'Arròs                                             | 6 de setembre                                      | Sueca 39° 12′ 09″ N, 0° 18′ 40″ O / 39.2025°N,0.311111°O                 | 1966       | Q23653039     | Festa de l'Arròs · Vegeu més fotos d'aquest monument · Carregueu una nova foto d'aquest monument                                             |
| Festa de la Mare de Déu de la Salut                          | 7 i 8 de setembre                                  | Algemesí 39° 11′ 23″ N, 0° 26′ 16″ O / 39.189722°N,0.437778°O            | 1977       | Q3290365      | Festa de la Mare de Déu de la Salut · Vegeu més fotos d'aquest monument · Carregueu una nova foto d'aquest monument                          |
| Moros i Cristians en honor de la Mare de Déu de les Injúries | Segon cap de setmana d'octubre                     | Callosa d'en Sarrià 38° 39′ 05″ N, 0° 07′ 22″ O / 38.651389°N,0.122778°O | 1984       | Q23653040     | Moros i Cristians en honor de la Mare de Déu de les Injúries · Vegeu més fotos d'aquest monument · Carregueu una nova foto d'aquest monument |

### Festes d'interés turístic autonòmic[7]
| Nom                                                     | Data                                                                                         | Localització                                                                    | Declaració | Identificador | Imatge |
| ------------------------------------------------------- | -------------------------------------------------------------------------------------------- | ------------------------------------------------------------------------------- | ---------- | ------------- | --- |
| Festes de Sant Pere                                     | 29 de juny                                                                                   | Grau de Castelló 39° 57′ 00″ N, 0° 01′ 00″ O / 39.95°N,0.016667°O               | 2010       | Q5861853      | Carregueu una nova foto d'aquest monument                                                                                               |
| Festival de Cine                                        | Juliol                                                                                       | L'Alfàs del Pi 38° 34′ 46″ N, 0° 06′ 07″ O / 38.579444°N,0.101944°O             | 2009       | Q19714552     | Carregueu una nova foto d'aquest monument                                                                                               |
| Cavalcada de la Ceràmica i Festa de la Ceràmica         | 18 de juliol                                                                                 | Manises 39° 29′ 00″ N, 0° 27′ 00″ O / 39.483333°N,0.45°O                        | 2008       | Q23662831     | Carregueu una nova foto d'aquest monument                                                                                               |
| Moros i Cristians                                       | Tercera setmana de juliol                                                                    | Oriola 38° 05′ 08″ N, 0° 56′ 49″ O / 38.085556°N,0.946944°O                     | 2010       | Q6024337      | Carregueu una nova foto d'aquest monument                                                                                               |
| Moros i Cristians                                       | Segona quinzena de juliol                                                                    | Oliva 38° 55′ 10″ N, 0° 07′ 16″ O / 38.919444°N,0.121111°O                      | 2008       | Q23662838     | Moros i Cristians · Vegeu més fotos d'aquest monument · Carregueu una nova foto d'aquest monument                                       |
| Moros i Cristians en honor de Sant Jaume                | Dos últimes setmanes de juliol                                                               | Guardamar del Segura 38° 05′ 23″ N, 0° 39′ 18″ O / 38.089722°N,0.655°O          | 2011       | Q23662846     | Carregueu una nova foto d'aquest monument                                                                                               |
| Romeria i festes en honor de la Mare de Déu de les Neus | Del 7 al 10 d'agost dels anys parells, coincidint amb les festes de Moros i Cristians d'Asp. | Asp i el Fondó de les Neus 38° 20′ 45″ N, 0° 46′ 08″ O / 38.345833°N,0.768889°O | 2015       | Q23662852     | Romeria i festes en honor de la Mare de Déu de les Neus · Vegeu més fotos d'aquest monument · Carregueu una nova foto d'aquest monument |
| Festa de les Alfàbegues a la Mare de Déu d'Agost        | Del 12 al 22 d'agost                                                                         | Bétera 39° 35′ 32″ N, 0° 27′ 45″ O / 39.592222°N,0.4625°O                       | 2007       | Q23662860     | Festa de les Alfàbegues a la Mare de Déu d'Agost · Vegeu més fotos d'aquest monument · Carregueu una nova foto d'aquest monument        |
| Nit de l'Albà                                           | 13 d'agost                                                                                   | Elx 38° 16′ 01″ N, 0° 41′ 54″ O / 38.266944°N,0.698333°O                        | 2014       | Q5789882      | Nit de l'Albà · Vegeu més fotos d'aquest monument · Carregueu una nova foto d'aquest monument                                           |
| El Castell de l'Olla                                    | Segon dissabte d'agost                                                                       | Altea 38° 36′ 00″ N, 0° 02′ 56″ O / 38.6°N,0.048889°O                           | 2007       | Q23662866     | Carregueu una nova foto d'aquest monument                                                                                               |
| Concert Mano a Mano                                     | Mitjà agost                                                                                  | Bunyol 39° 25′ 10″ N, 0° 47′ 26″ O / 39.419444°N,0.790556°O                     | 2014       | Q23662872     | Carregueu una nova foto d'aquest monument                                                                                               |
| Cordà de Paterna                                        | Darrer diumenge d'agost                                                                      | Paterna 39° 30′ 10″ N, 0° 26′ 26″ O / 39.502778°N,0.440556°O                    | 2007       | Q5963001      | Cordà de Paterna · Vegeu més fotos d'aquest monument · Carregueu una nova foto d'aquest monument                                        |
| Sant Gil                                                | 1 de setembre                                                                                | Énguera 38° 58′ 49″ N, 0° 41′ 21″ O / 38.980278°N,0.689167°O                    | 2015       | Q23662884     | Carregueu una nova foto d'aquest monument                                                                                               |
| Festa de Moros i Cristians                              | 9 dies després del primer dimecres de setembre                                               | Ibi 38° 37′ 38″ N, 0° 34′ 31″ O / 38.627222°N,0.575278°O                        | 2016       | Q23663086     | Festa de Moros i Cristians · Vegeu més fotos d'aquest monument · Carregueu una nova foto d'aquest monument                              |

### Festes d'interés turístic provincial

#### Alacant
| Nom                                                  | Data                                | Localització                                                                           | Declaració | Identificador | Imatge |
| ---------------------------------------------------- | ----------------------------------- | -------------------------------------------------------------------------------------- | ---------- | ------------- | --- |
| Mercat setmanal d'Almoradí                           | Dissabte                            | Plaça de la Constitució, Almoradí 38° 06′ 21″ N, 0° 47′ 24″ O / 38.105892°N,0.789943°O | 2010       | Q23662920     | Carregueu una nova foto d'aquest monument                                                                      |
| Moros i Cristians                                    | Juny/juliol                         | Pego 38° 50′ 35″ N, 0° 07′ 03″ O / 38.843056°N,0.1175°O                                | 2010       | Q23663045     | Moros i Cristians · Vegeu més fotos d'aquest monument · Carregueu una nova foto d'aquest monument              |
| Les Carrosses                                        | Segon dimecres després de Sant Pere | Dénia 38° 50′ 25″ N, 0° 06′ 31″ E / 38.840278°N,0.108611°E                             | 2007       | Q23663054     | Carregueu una nova foto d'aquest monument                                                                      |
| Festes de Fogueres i Barraques                       | Tercera setmana de juliol           | Sant Vicent del Raspeig 38° 23′ 47″ N, 0° 31′ 31″ O / 38.396389°N,0.525278°O           | 2013       | Q23663059     | Festes de Fogueres i Barraques · Vegeu més fotos d'aquest monument · Carregueu una nova foto d'aquest monument |
| Moros i Cristians                                    | Del 7 al 10 d'agost                 | Asp 38° 20′ 45″ N, 0° 46′ 08″ O / 38.345833°N,0.768889°O                               | 2012       | Q23663065     | Carregueu una nova foto d'aquest monument                                                                      |
| Romeria de la Mare de Déu dels Lliris a la Font Roja | 21 d'agost                          | Alcoi 38° 39′ 54″ N, 0° 32′ 26″ O / 38.665°N,0.540556°O                                | 2010       | Q23663069     | Carregueu una nova foto d'aquest monument                                                                      |
| Festes de Moros i Cristians                          | Del 7 al 13 de setembre             | Mutxamel 38° 24′ 49″ N, 0° 26′ 44″ O / 38.413611°N,0.445556°O                          | 2008       | Q23663080     | Carregueu una nova foto d'aquest monument                                                                      |

#### Castelló
| Nom                                                          | Data                   | Localització                                                | Declaració | Identificador | Imatge                                    |
| ------------------------------------------------------------ | ---------------------- | ----------------------------------------------------------- | ---------- | ------------- | ----------------------------------------- |
| L'Acte del desembarcament de Santa Maria Magdalena a Moncofa | Del 21 al 30 de juliol | Moncofa 39° 48′ 09″ N, 0° 08′ 02″ O / 39.8025°N,0.133889°O  | 2013       | Q23663140     | Carregueu una nova foto d'aquest monument |
| Correbous d'Orpesa                                           | 25 de juliol           | Orpesa 40° 05′ 32″ N, 0° 08′ 02″ E / 40.092222°N,0.133889°E | 2013       | Q23663142     | Carregueu una nova foto d'aquest monument |
| L'Entrà de bous a l'estil Calijó                             | Agost                  | Càlig 40° 27′ 43″ N, 0° 21′ 18″ E / 40.461944°N,0.355°E     | 2011       | Q23663145     | Carregueu una nova foto d'aquest monument |
| Fira                                                         | Setembre               | Nules 39° 51′ 09″ N, 0° 09′ 02″ O / 39.8525°N,0.150556°O    | 2013       | Q23663146     | Carregueu una nova foto d'aquest monument |

#### València
| Nom                                      | Data                         | Localització                                                          | Declaració | Identificador | Imatge                                    |
| ---------------------------------------- | ---------------------------- | --------------------------------------------------------------------- | ---------- | ------------- | ----------------------------------------- |
| Ofrena al riu Túria                      | 11 de juliol, cada cinc anys | Riba-roja de Túria 39° 32′ 51″ N, 0° 34′ 06″ O / 39.5475°N,0.568333°O | 2010       | Q23663307     | Carregueu una nova foto d'aquest monument |
| Cant de la Carxofa                       | 8 i 9 de setembre            | Alaquàs 39° 27′ 30″ N, 0° 27′ 46″ O / 39.458333°N,0.462778°O          | 2010       | Q23663308     | Carregueu una nova foto d'aquest monument |
| Cordà en honor del Crist de la Bona Mort | 8 de setembre                | Alaquàs 39° 27′ 30″ N, 0° 27′ 46″ O / 39.458333°N,0.462778°O          | 2015       | Q23663309     | Carregueu una nova foto d'aquest monument |